# 彭祜
彭祜，贵州安順人，清朝政治人物，同進士出身。
康熙五十四年（1715年）乙未科進士，三甲一百六名，官知縣。